# パノス・DP09
パノス・DP09 (Panoz DP09) は、アメリカのコンストラクターメーカーパノス傘下のエラン・モータースポーツ・テクノロジーが開発したフォーミュラカー。スーパーリーグ・フォーミュラで使用された。

## 概要
DP09は、2007年に開発されたパノス・DP01をベースとしていたが、2009年にDP09Bと改良された。2011年半ばに同シリーズが終了してからは、BOSS GPで限定的に使用されていた。
エンジンは、メナード・コンペティション・テクノロジーズ設計の750馬力の4.2 L V12エンジンを搭載。また、アンダーボディのエアロダイナミクス、ヒューランド製6速セミオートマチックギアボックスを備え、重量は約1,650ポンド（750 kg）であった。DP09はトラクションコントロール、ローンチコントロール、アンチストールシステムが非搭載で、ドライバーのスキルとチームのセットアップでパフォーマンスが左右されるようになった。